# Olympische Sommerspiele 2020/Teilnehmer (Philippinen)
| Gelbes Symbol für Goldmedaillen mit stilisierten Olympischen Ringen | Graues Symbol für Silbermedaillen mit stilisierten Olympischen Ringen | Braundes Symbol für Bronzemedaillen mit stilisierten Olympischen Ringen |
| ------------------------------------------------------------------- | --------------------------------------------------------------------- | ----------------------------------------------------------------------- |
| 1                                                                   | 2                                                                     | 1                                                                       |

Die Philippinen nahmen an den Olympischen Spielen 2020 in Tokio mit 19 Sportlern in elf Sportarten teil. Es war die insgesamt 22. Teilnahme an Olympischen Sommerspielen.

## Medaillengewinner

### Gold
| Name         | Sportart     | Wettkampf                       |
| ------------ | ------------ | ------------------------------- |
| Hidilyn Diaz | Gewichtheben | Federgewicht bis 55 kg (Frauen) |

### Silber
| Name           | Sportart | Wettkampf                         |
| -------------- | -------- | --------------------------------- |
| Carlo Paalam   | Boxen    | Fliegengewicht bis 52 kg (Männer) |
| Nesthy Petecio | Boxen    | Federgewicht bis 57 kg (Frauen)   |

### Bronze
| Name          | Sportart | Wettkampf                        |
| ------------- | -------- | -------------------------------- |
| Eumir Marcial | Boxen    | Mittelgewicht bis 75 kg (Männer) |

## Teilnehmer nach Sportarten

### Boxen
| Athleten       | Wettbewerb               | 1. Runde  | 1. Runde | Achtelfinale | Achtelfinale | Viertelfinale   | Viertelfinale | Halbfinale    | Halbfinale    | Finale        | Finale        | Rang   |
| Athleten       | Wettbewerb               | Gegner    | Ergebnis | Gegner       | Ergebnis     | Gegner          | Ergebnis      | Gegner        | Ergebnis      | Gegner        | Ergebnis      | Rang   |
| -------------- | ------------------------ | --------- | -------- | ------------ | ------------ | --------------- | ------------- | ------------- | ------------- | ------------- | ------------- | ------ |
| Frauen         |                          |           |          |              |              |                 |               |               |               |               |               |        |
| Irish Magno    | Fliegengewicht bis 51 kg | C. Ongare | 5:0      | J. Jitpong   | 0:5          | ausgeschieden   | ausgeschieden | ausgeschieden | ausgeschieden | ausgeschieden | ausgeschieden | 9      |
| Nesthy Petecio | Federgewicht bis 57 kg   | M. Sakobi | 5:0      | Lin Y.-t.    | 3:2          | Y. Arias        | 5:0           | I. Testa      | 4:1           | S. Irie       | 0:5           | Silber |
| Männer         |                          |           |          |              |              |                 |               |               |               |               |               |        |
| Carlo Paalam   | Fliegengewicht bis 52 kg | B. Irvine | 4:1      | M. Flissi    | 5:0          | S. Zoirov       | 4:0           | R. Tanaka     | 5:0           | Galal Yafai   | 1:4           | Silber |
| Eumir Marcial  | Mittelgewicht bis 75 kg  | Freilos   | Freilos  | Y. Nemouchi  | RSC          | A. Dartschinjan | KO            | O. Chyschnjak | 2:3           | ausgeschieden | ausgeschieden | Bronze |

### Gewichtheben
| Athleten     | Wettbewerb              | Reißen  | Reißen | Stoßen      | Stoßen | Zweikampf   | Zweikampf | Rang |
| Athleten     | Wettbewerb              | Gewicht | Rang   | Gewicht     | Rang   | Gewicht     | Rang      | Rang |
| ------------ | ----------------------- | ------- | ------ | ----------- | ------ | ----------- | --------- | ---- |
| Frauen       |                         |         |        |             |        |             |           |      |
| Hidilyn Diaz | Federgewicht bis 55 kg  | 97 kg   | 3      | 127 kg (OR) | 1      | 224 kg (OR) | 1         | Gold |
| Elreen Ando  | Mittelgewicht bis 64 kg | 100 kg  | 8      | 122 kg      | 8      | 222 kg      | 7         | 7    |

### Golf
| Athleten           | Runde 1 | Runde 2 | Runde 3 | Runde 4 | Gesamt | Par | Rang |
| ------------------ | ------- | ------- | ------- | ------- | ------ | --- | ---- |
| Frauen             |         |         |         |         |        |     |      |
| Yuka Sasō          | 74      | 68      | 67      | 65      | 274    | −10 | 9    |
| Bianca Pagdanganan | 69      | 71      | 71      | 74      | 285    | +1  | 43   |
| Männer             |         |         |         |         |        |     |      |
| Juvic Pagunsan     | 66      | 73      | 76      | 70      | 285    | +1  | 55   |

### Judo
| Athleten        | Wettbewerb | 1. Runde        | 1. Runde | 2. Runde      | 2. Runde      | Viertelfinale | Viertelfinale | Halbfinale / Trostrunde | Halbfinale / Trostrunde | Finale / Platz 3 | Finale / Platz 3 | Rang |
| Athleten        | Wettbewerb | Gegner          | Ergebnis | Gegner        | Ergebnis      | Gegner        | Ergebnis      | Gegner                  | Ergebnis                | Gegner           | Ergebnis         | Rang |
| --------------- | ---------- | --------------- | -------- | ------------- | ------------- | ------------- | ------------- | ----------------------- | ----------------------- | ---------------- | ---------------- | ---- |
| Frauen          |            |                 |          |               |               |               |               |                         |                         |                  |                  |      |
| Kiyomi Watanabe | bis 63 kg  | C. Cabaña Perez | 0:10     | ausgeschieden | ausgeschieden | ausgeschieden | ausgeschieden | ausgeschieden           | ausgeschieden           | ausgeschieden    | ausgeschieden    | 17   |

### Leichtathletik
Laufen und Gehen 
| Athleten             | Wettbewerb | Runde 1 | Runde 1 | Halbfinale    | Halbfinale    | Finale        | Finale        | Rang          |
| Athleten             | Wettbewerb | Zeit    | Rang    | Zeit          | Rang          | Zeit          | Rang          | Rang          |
| -------------------- | ---------- | ------- | ------- | ------------- | ------------- | ------------- | ------------- | ------------- |
| Frauen               |            |         |         |               |               |               |               |               |
| Kristina Marie Knott | 200 m      | 23,80 s | 5       | ausgeschieden | ausgeschieden | ausgeschieden | ausgeschieden | ausgeschieden |

 Springen und Werfen 
| Athleten      | Wettbewerb     | Qualifikation | Qualifikation | Finale     | Finale | Rang |
| Athleten      | Wettbewerb     | Weite/Höhe    | Rang          | Weite/Höhe | Rang   | Rang |
| ------------- | -------------- | ------------- | ------------- | ---------- | ------ | ---- |
| Männer        |                |               |               |            |        |      |
| Ernest Obiena | Stabhochsprung | 5,75 m        | 10            | 5,70 m     | 11     | 11   |

### Rudern
| Athleten      | Wettbewerb | Vorlauf     | Vorlauf | Vorlauf       | Viertelfinale | Viertelfinale | Viertelfinale  | Halbfinale  | Halbfinale | Halbfinale    | Finale      | Finale | Rang |
| Athleten      | Wettbewerb | Zeit        | Platz   | Qualifikation | Zeit          | Platz         | Qualifikation  | Zeit        | Platz      | Qualifikation | Zeit        | Platz  | Rang |
| ------------- | ---------- | ----------- | ------- | ------------- | ------------- | ------------- | -------------- | ----------- | ---------- | ------------- | ----------- | ------ | ---- |
| Männer        |            |             |         |               |               |               |                |             |            |               |             |        |      |
| Cris Nievarez | Einer      | 7:22,97 min | 3       | Viertelfinale | 7:50,74 min   | 5             | Halbfinale C/D | 7:26,05 min | 5          | Finale D      | 7:21,28 min | 5      | 23   |

### Schießen
| Athleten      | Wettbewerb      | Qualifikation   | Qualifikation | Finale          | Finale        | Ringe/ Scheiben | Rang |
| Athleten      | Wettbewerb      | Ringe/ Scheiben | Rang          | Ringe/ Scheiben | Rang          | Ringe/ Scheiben | Rang |
| ------------- | --------------- | --------------- | ------------- | --------------- | ------------- | --------------- | ---- |
| Männer        |                 |                 |               |                 |               |                 |      |
| Jayson Valdez | 10 m Luftgewehr | 612,6           | 44            | ausgeschieden   | ausgeschieden | 612,6           | 44   |

### Schwimmen
| Athleten    | Wettbewerb          | Vorlauf     | Vorlauf | Halbfinale    | Halbfinale    | Finale        | Finale        | Rang |
| Athleten    | Wettbewerb          | Zeit        | Rang    | Zeit          | Rang          | Zeit          | Rang          | Rang |
| ----------- | ------------------- | ----------- | ------- | ------------- | ------------- | ------------- | ------------- | ---- |
| Frauen      |                     |             |         |               |               |               |               |      |
| Remedy Rule | 100 m Schmetterling | 59,68 s     | 25      | ausgeschieden | ausgeschieden | ausgeschieden | ausgeschieden | 25   |
| Remedy Rule | 200 m Schmetterling | 2:12,23 min | 15      | 2:12,89 min   | 15            | ausgeschieden | ausgeschieden | 15   |
| Männer      |                     |             |         |               |               |               |               |      |
| Luke Gebbie | 50 m Freistil       | 22,84 s     | 41      | ausgeschieden | ausgeschieden | ausgeschieden | ausgeschieden | 41   |
| Luke Gebbie | 100 m Freistil      | 49,64 s     | 36      | ausgeschieden | ausgeschieden | ausgeschieden | ausgeschieden | 36   |

### Skateboard
| Athleten        | Wettbewerb | Qualifikation | Qualifikation | Finale | Finale | Rang |
| Athleten        | Wettbewerb | Punkte        | Rang          | Punkte | Rang   | Rang |
| --------------- | ---------- | ------------- | ------------- | ------ | ------ | ---- |
| Frauen          |            |               |               |        |        |      |
| Margielyn Didal | Street     | 12,02         | 7             | 7,52   | 7      | 7    |

### Taekwondo
| Athleten     | Wettbewerb       | Achtelfinale | Achtelfinale | Viertelfinale | Viertelfinale | Hoffnungsrunde Halbfinale | Hoffnungsrunde Halbfinale | Halbfinale    | Halbfinale    | Hoffnungsrunde Finale | Hoffnungsrunde Finale | Finale        | Finale        | Rang |
| Athleten     | Wettbewerb       | Gegner       | Ergebnis     | Gegner        | Ergebnis      | Gegner                    | Ergebnis                  | Gegner        | Ergebnis      | Gegner                | Ergebnis              | Gegner        | Ergebnis      | Rang |
| ------------ | ---------------- | ------------ | ------------ | ------------- | ------------- | ------------------------- | ------------------------- | ------------- | ------------- | --------------------- | --------------------- | ------------- | ------------- | ---- |
| Männer       |                  |              |              |               |               |                           |                           |               |               |                       |                       |               |               |      |
| Kurt Barbosa | Klasse bis 58 kg | Jang Jun     | 6:26         | ausgeschieden | ausgeschieden | ausgeschieden             | ausgeschieden             | ausgeschieden | ausgeschieden | ausgeschieden         | ausgeschieden         | ausgeschieden | ausgeschieden | 11   |

### Turnen

#### Gerätturnen
| Athleten    | Wettbewerb       | Qualifikation | Qualifikation | Finale        | Finale        | Rang |
| Athleten    | Wettbewerb       | Punkte        | Rang          | Punkte        | Rang          | Rang |
| ----------- | ---------------- | ------------- | ------------- | ------------- | ------------- | ---- |
| Männer      |                  |               |               |               |               |      |
| Carlos Yulo | Barren           | 13,466        | 55            | ausgeschieden | ausgeschieden | 55   |
| Carlos Yulo | Boden            | 13,566        | 44            | ausgeschieden | ausgeschieden | 44   |
| Carlos Yulo | Pauschenpferd    | 11,833        | 69            | ausgeschieden | ausgeschieden | 69   |
| Carlos Yulo | Reck             | 12,000        | 63            | ausgeschieden | ausgeschieden | 63   |
| Carlos Yulo | Ringe            | 14,000        | 24            | ausgeschieden | ausgeschieden | 24   |
| Carlos Yulo | Sprung           | 14,712        | 6             | 14,716        | 4             | 4    |
| Carlos Yulo | Mehrkampf Einzel | 79,931        | 47            | ausgeschieden | ausgeschieden | 47   |